# San Lorenzo in Panisperna (titolo cardinalizio)
San Lorenzo in Panisperna (in latino: Titulus Sancti Laurentii in Panisperna) è un titolo cardinalizio istituito da papa Leone X il 6 luglio 1517 quando, in occasione del concistoro del 1º luglio, aumentò notevolmente il numero dei cardinali. Il titolo insiste sulla chiesa di San Lorenzo in Panisperna.
Dal 2 febbraio 1983 il titolare è il cardinale Michael Michai Kitbunchu, arcivescovo emerito di Bangkok.

## Titolari
Si omettono i periodi di titolo vacante non superiori ai 2 anni o non storicamente accertati.
- Domenico Giacobazzi (o Giacobacci, o Jacobatii) (6 luglio 1517 - 10 luglio 1517); in commendam (10 luglio 1517 - 1528)
  - Titolo vacante (1528 - 1561)
- Stanislaw Hosius (o Hoe, o Hosz) (8 agosto 1561 - 31 agosto 1562 nominato cardinale presbitero di San Pancrazio)
  - Titolo vacante (1562 - 1565)
- Guglielmo Sirleto diaconia pro illa vice (15 maggio 1565 - 26 ottobre 1565) titolo presbiterale (26 ottobre 1565 - 6 ottobre 1585)
- Domenico Pinelli (15 gennaio 1586 - 14 gennaio 1591 nominato cardinale presbitero di San Crisogono)
- Agostino Cusani (14 gennaio 1591 - 30 agosto 1595 nominato cardinale presbitero dei Santi Giovanni e Paolo)
- Lorenzo Bianchetti (21 giugno 1596 - 12 marzo 1612 deceduto)
- Decio Carafa (7 maggio 1612 - 18 giugno 1612 nominato cardinale presbitero dei Santi Giovanni e Paolo)
- Felice Centini, O.F.M.Conv. (12 agosto 1613 - 3 marzo 1621 nominato cardinale presbitero di Sant'Anastasia)
- Eitel Friedrich von Hohenzollern-Sigmaringen (15 dicembre 1621 - 19 settembre 1625 deceduto)
  - Titolo vacante (1625 - 1627)
- Fabrizio Verospi (20 ottobre 1627 - 5 settembre 1633 nominato cardinale presbitero di Santa Maria della Pace)
- Stefano Durazzo (9 gennaio 1634 - 11 ottobre 1666 nominato cardinale presbitero di San Lorenzo in Lucina)
  - Titolo vacante (1666 - 1670)
- Emmanuel Théodose de La Tour d'Auvergne (19 maggio 1670 - 19 ottobre 1676 nominato cardinale presbitero di San Pietro in Vincoli)
  - Titolo vacante (1676 - 1686)
- Orazio Mattei (30 settembre 1686 - 18 gennaio 1688 deceduto)
  - Titolo vacante (1688 - 1690)
- Giambattista Rubini (10 aprile 1690 - 25 giugno 1706 nominato cardinale presbitero di San Marco)
- Tommaso Ruffo (25 giugno 1706 - 28 gennaio 1709 nominato cardinale presbitero di Santa Maria in Trastevere)
  - Titolo vacante (1709 - 1714)
- Giulio Piazza (16 aprile 1714 - 23 aprile 1726 deceduto)
- Lorenzo Cozza, O.F.M. (16 dicembre 1726 - 20 gennaio 1727 nominato cardinale presbitero di Santa Maria in Ara Coeli)
  - Titolo vacante (1727 - 1728)
- Pier Luigi Carafa (15 novembre 1728 - 16 dicembre 1737 nominato cardinale presbitero di Santa Prisca)
- Vincenzo Bichi (16 dicembre 1737 - 29 agosto 1740 nominato cardinale presbitero di San Matteo in Merulana)
  - Titolo vacante (1740 - 1744)
- Giorgio Doria (16 marzo 1744 - 15 dicembre 1745 nominato cardinale presbitero di Sant'Agostino)
- Giovanni Teodoro di Baviera (27 aprile 1746 - 12 febbraio 1759 nominato cardinale presbitero di Santa Maria in Ara Coeli)
- Lorenzo Ganganelli, O.F.M.Conv. (19 novembre 1759 - 29 marzo 1762 nominato cardinale presbitero dei Santi XII Apostoli, poi eletto papa Clemente XIV)
  - Titolo vacante (1762 - 1769)
- Buenaventura Córdoba Espinosa de la Cerda (26 giugno 1769 - 6 maggio 1777 deceduto)
  - Titolo vacante (1777 - 1794)
- Giovanni Battista Bussi de Pretis (12 settembre 1794 - 27 giugno 1800 deceduto)
  - Titolo vacante (1800 - 1801)
- Valentino Mastrozzi (20 luglio 1801 - 13 maggio 1809 deceduto)
  - Titolo vacante (1809 - 1817)
- Pietro Gravina (15 novembre 1817 - 6 dicembre 1830 deceduto)
- Luigi Del Drago (17 dicembre 1832 - 28 aprile 1845 deceduto)
- Lorenzo Simonetti (19 gennaio 1846 - 9 gennaio 1855 deceduto)
- Johannes von Geissel (19 marzo 1857 - 8 settembre 1864 deceduto)
- Luigi Maria Bilio, B. (25 giugno 1866 - 22 dicembre 1873 nominato cardinale vescovo di Sabina)
  - Titolo vacante (1873 - 1876)
- Ruggero Luigi Emidio Antici Mattei (28 gennaio 1876 - 21 aprile 1883 deceduto)
  - Titolo vacante (1883 - 1890)
- Sebastiano Galeati (26 giugno 1890 - 25 gennaio 1901 deceduto)
- Giulio Boschi (18 aprile 1901 - 3 luglio 1919 nominato cardinale vescovo di Frascati)
  - Titolo vacante (1919 - 1925)
- Eustaquio Ilundáin y Esteban (17 dicembre 1925 - 10 agosto 1937 deceduto)
- Ermenegildo Pellegrinetti (16 dicembre 1937 - 29 marzo 1943 deceduto)
  - Titolo vacante (1943 - 1946)
- Antonio Caggiano (22 febbraio 1946 - 23 ottobre 1979 deceduto)
  - Titolo vacante (1979 - 1983)
- Michael Michai Kitbunchu, dal 2 febbraio 1983